# Cos de Marines dels Estats Units d'Amèrica
El Cos de Marines dels Estats Units d'Amèrica o Cos d'infanteria de la Marina dels Estats Units (U.S.Marine Corps en anglès) és un dels sis cossos que conformen les Forces Armades dels Estats Units d'Amèrica.
És el segon cos més petit que depèn de la Secretaria de Defensa i el tercer més petit de les Forces Armades, per davant de la Guàrdia Costanera i de la Força Espacial. El seu potencial és de 180.000 membres en actiu i 40.000 soldats a la reserva.

## Història

### Seglexviii
El cos va néixer durant la creació de l'Exèrcit Continental que lluitava contra les tropes britàniques, i concretament com a Infanteria de la Marina durant la Guerra d'Independència dels Estats Units. Fou fundat el 10 de novembre de 1775 a Tun Tavern (Filadèlfia, Pennsilvània) per una resolució del Congrés Continental provisional que fou el primer govern dels EUA.
Un cop aconseguida la independència, el cos va desaparèixer fins al 1798 quan davant el conflicte entre Estats Units i França, conegut com la Quasi-War (1798-1800), el congrés decidí de crear tant el Cos de Marina com la Infanteria de Marina o Cos de Marines.

### Seglexix
El segle xix començà amb la Guerra Bàrbara (1801–1805), on William Eaton i Presley O'Bannon lideraren set marines i 300 mercenaris àrabs i europeus en la captura de Trípoli. Tot i que només arribaren a conquerir Derna, l'acció de Trípoli ha estat immortalitzada en el Marines' hymn i en l'adopció de l'Espasa Mameluke, portada per oficials marines d'aquella batalla, com a símbol.
Durant la Guerra Anglo-Americana de 1812-1815, els Marines tingueren una importància rellevant a la batalla de Bladensburg i a la defensa de Nova Orleans. A Bladensburg, els marines es mantingueren a la rereguarda de l'exèrcit causant un gran nombre de baixes britàniques i evitant el seu avanç cap a Washington DC. A Nova Orleans reforçaren la línia defensiva de la ciutat. Gràcies a aquestes dues batalles, els Marines obtingueren prestigi com a reforç d'una línia militar i, especialment, en l'abordatge i defensa de vaixells.

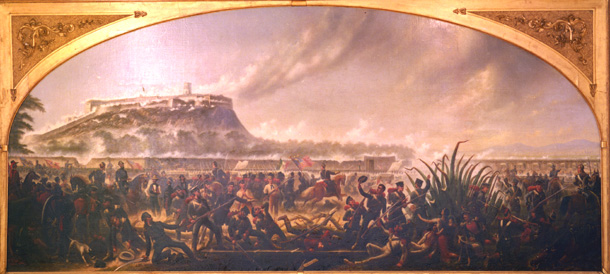
Oli de James Walker sobre la batalla de Chapultepec

En aquell moment, el cos entraria en una greu crisi. Diferents oficials foren jutjats i el cos va patir un desgreuge fins que l'any 1820 Archibald Henderson agafaria el lideratge del cos, convertint-se en el cap que més temps ha estat en aquesta posició. Durant el seu mandat, els marines farien diferents accions al Carib, Golf de Mèxic, Key West, Oest d'Àfrica, les Illes Falkland i Sumatra. Henderson també hagué de lluitar contra la voluntat del president Andrew Jackson d'unificar el cos de Marines amb l'exèrcit. Henderson necessità i obtingué l'ajuda del Congrés, que defensà la independència del cos com a membre de la Secretaria de Marina del govern i amb el mateix estatus que l'Armada dels Estats Units.
Henderson també liderà els Marines a les Guerres Semínoles contra els indígenes de Florida (1835). Una dècada després, esclataria la guerra contra Mèxic (1846-1848) on destacaria l'actuació dels Marines a l'assalt del Palau de Chapultepec de la Ciutat de Mèxic, que donà lloc a la frase a l'himne dels Marines on es parla del Hall de Montezuma. Durant la dècada de 1850, els Marines actuarien a Panamà i Àsia. El coronel Henderson, que rebria el malnom de The Grand Old Man of the Marine Corps, es va convertir en un símbol del cos després de 39 anys al servei dels Marines.
La participació dels Marines a la guerra civil dels Estats Units (1861-1865) fou més aviat minsa. Una de les principals raons d'aquest fet, fou que més de la meitat dels oficials del cos passaren a engreixar les forces rebels del sud. Tot i l'ajuda del Congrés, els Marines restants eren pocs i inexperts i participaren poc en la guerra.
La resta del segle xix fou marcada per una forta crisi a conseqüència de la guerra civil, i un replantejament de la missió del cos dels Marines. La transició de l'Armada dels EUA de vaixells de vela a vaixells de vapor va posar en qüestió la necessitat d'una infanteria de marina en vaixells navals. En contraposició, el Cos començà a especialitzar-se com a recurs en intervencions que tenien per objectiu protegir vides i interessos estatunidencs a l'estranger. El Cos es va implicar en vint-i-vuit intervencions diferents des del final de la Guerra Civil fins a la fi del segle: Xina, Formosa, Japó, Nicaragua, Uruguai, Mèxic, Corea, Panamà, Hawaii, Egipte, Haití, Samoa, Argentina, Xile i Colòmbia. També se'ls demanaria aturar el malestar polític i laboral dins de territori estatunidenc. Sota el comandament de Jacob Zeilin, el Cos va anar adoptant la simbologia marina, com l'emblema de cos marí el 19 de novembre de 1868. Al voltant de 1883 s'adoptava el lema actual de Semper Fidelis (En llatí: Sempre Fidel).
A final de segle, el Cos intervindria en les operacions dels Estats Units contra l'armada espanyola a la Guerra de Cuba, a les Filipines i Puerto Rico. Durant aquesta guerra es fundà aCuba la cèlebre Base de Guantànamo, que encara usen els cossos de la Marina.

### Seglexx
A començament del segle xx, el Cos continuà participant en expedicions estrangeres, incloent-hi la Guerra filipina americana, la Rebel·lió de la Xina (1899-1901), Panamà, Cuba, Veracruz (Mèxic), Haití, Santo Domingo (República Dominicana) i Nicaragua. Entre els anys 1900 i 1910, començaria la defensa de les bases navals estatunidenques dels atacs que patien altres forces armades.

#### Primera Guerra Mundial

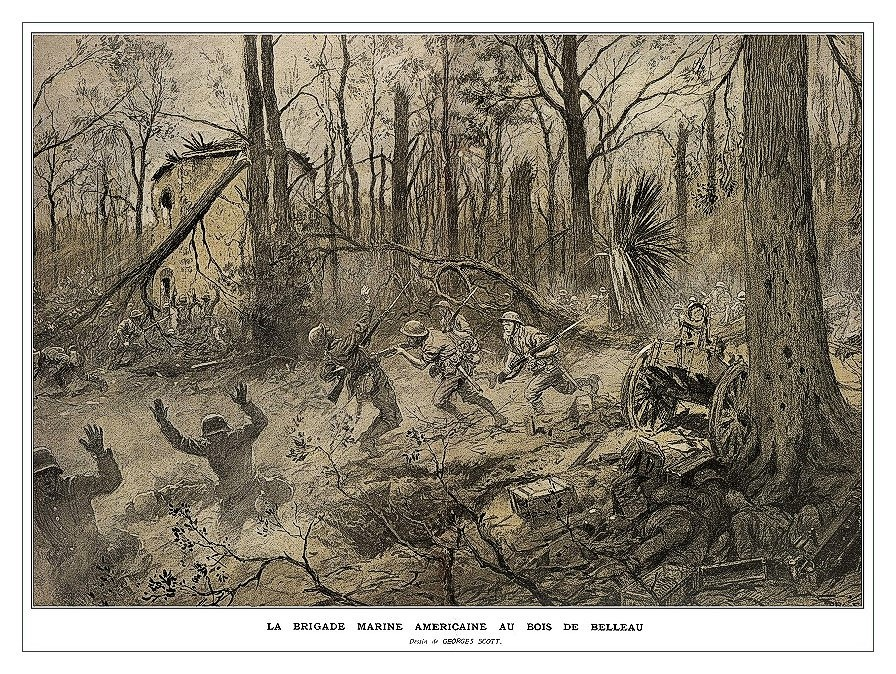
Georges Scott, American Marines in Belleau Wood (1918)

A la I Guerra Mundial la majoria de Marines que hi intervingueren foren veterans, que aportaren l'experiència en el camp de batalla que no tenien oficials de l'exèrcit dels Estats Units ni de l'exèrcit britànic. De la Gran Guerra queda en el record de l'imaginari dels Marines la victòria a Belleau Wood, contra l'exèrcit alemany, la batalla més llarga de la història del Cos i la que més reputació els ha reportat.
El Cos entrà en combat amb un contingent de 511 oficials i 13.214 soldats enrolats. L'11 de novembre de 1918 eren 2.400 oficials i més de 70.000 soldats.

#### Període d'entreguerres
Durant el període d'entreguerres, el Cos fou dirigit per John A. Lejeune, qui l'especialitzà en la lluita amfíbia. El 1932 membres especialitzats intervindrien en una operació a Nicaragua contra les tropes d'Augusto César Sandino, en una de les Guerres bananeres. Per un altre cantó, oficials i tropes del Cos destinades a la Xina observarien i aprendrien les tècniques amfíbies de l'exèrcit japonés.

#### Segona Guerra Mundial
Durant la Segona Guerra Mundial els Marines foren destinats principalment a la Guerra del Pacífic contra l'exèrcit imperial japonès. El seu desplegament incorporava dues brigades, sis divisions i cinc forces de suport aeri distribuïdes en 132 esquadrons i 20 batallons de defensa i defensa paracaigudística.
L'atac japonès a Pearl Harbor i la invasió japonesa dels territoris dels EUA al pacífic (1941-1942) provocarien l'entrada dels americans a la guerra i, amb ella, la intervenció del Cos. De tots manera no fou fins al 1943 quan els aliats contraatacarien comandats per l'Armada dels EUA i pel Cos de Marines. Tot i alguna ofensiva japonesa a la Xina durant el 1944, l'ofensiva contra posicions japoneses al sud-est asiàtic precipitarien el final de la guerra.
El gener de 1945 els marines desembarcaren a Luzón, l'illa més gran de les Filipines. Manila, la capital, va ser capturada el 3 de març. La conquesta completa de les Filipines va acabar el juliol, però mentrestant els marines ja es van concentrar en el seu pròxim objectiu, l'illa d'Iwo Jima (19 de febrer-26 de març de 1945). La importància d'aquesta illa radicava en el fet que des d'allí els caces estatunidencs podien donar protecció als B-29 que bombardejaven les ciutats japoneses. Però aquesta illa, ja dins de territori japonès, va propiciar que la defensa japonesa fos especialment dura, provocant un nombre elevadíssim de baixes en els membres del Cos. El següent objectiu fou la invasió d'Okinawa (1 d'abril-21 de juny de 1945), on el nombre de baixes de marines va ser igualment gran.

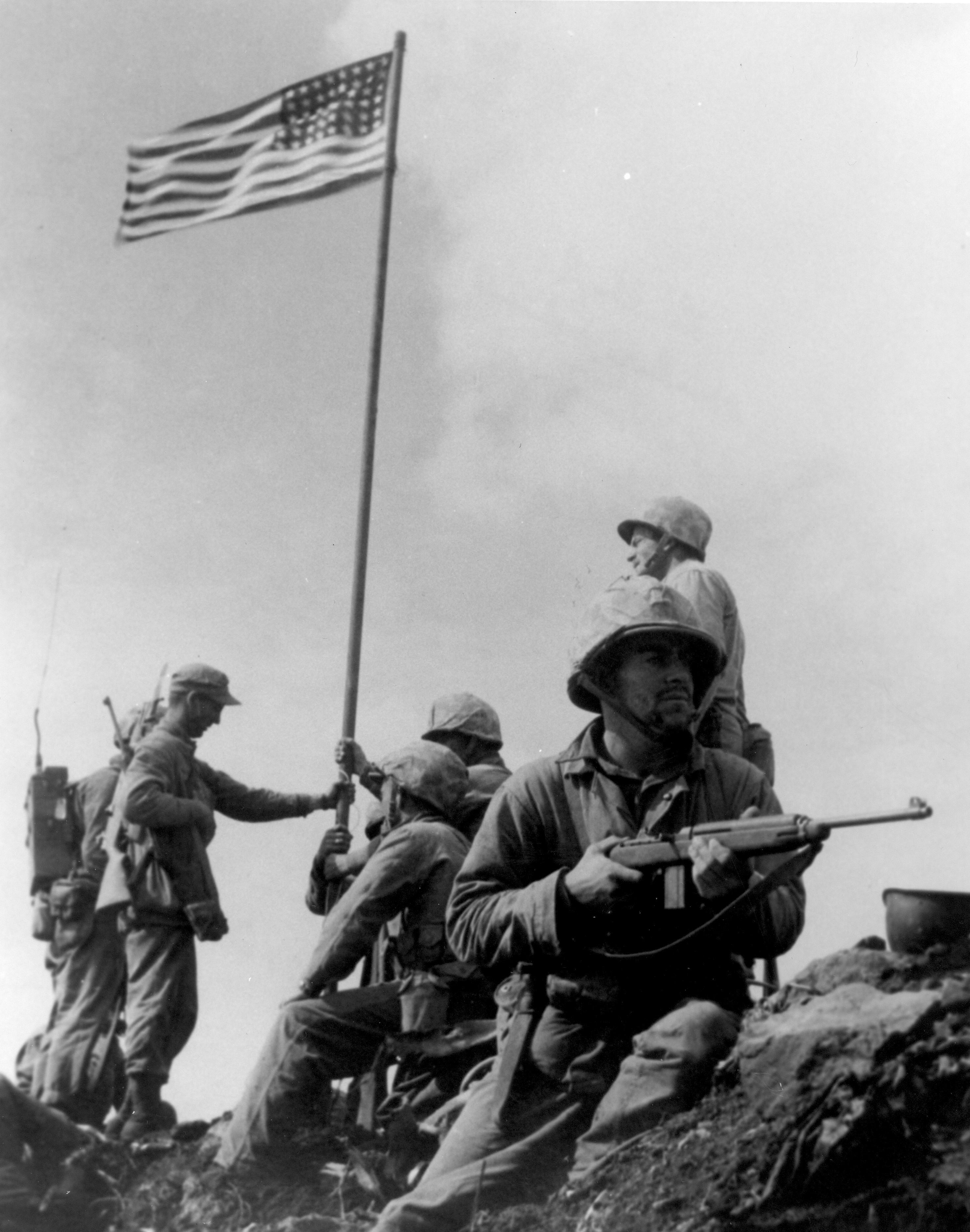
Plantada de la bandera dels EUA a Iwo Jima

Les accions dels marines durant la guerra atorgaren al Cos un gran prestigi popular. Per això l'any 1954 es va crear el USMC War Memorial a Arlington (Virgínia, Estats Units) com a reconeixement a l'esforç i en memòria dels caiguts en combat. 87.000 m9arines moriren o foren ferits a la Guerra del Pacífic i 82 foren condecorats amb la medalla de l'honor. En acabar la guerra, el Cos havia augmentat en 6 divisions, 5 cossos de suport aeri i fins a un total de 485.000 soldats.
Després de la guerra el Cos entraria novament en una crisi institucional. Alguns polítics pretenien forçar una reorganització de les Forces Armades i desmantellar el Cos. Novament, el Congrés mediaria per evitar-ne la desaparició.

#### Guerra de Corea
La Guerra de Corea (1950-1953), propicià la creació de la 1st Provisional Marine Brigade (Primera Brigada Provisional de Marines) creada a correcuita per a defensar el Perímetre Pusan, objectiu de les forces armades dels EUA. Un dels moments més crucials en aquesta aferrisada defensa, fou un atac flanc i amfibi a Inchon, dirigit pel general Douglas MacArthur. L'atac esfondrà les línies norcoreanes i les obliga a recular cap al nord del país. L'entrada de la Xina a la guerra provocà un tomb important, ja que les tropes xineses superaven en nombre les tropes dels EUA, que sovint eren sorpreses a la rereguarda amb la consegüent pèrdua de molts soldats i provocant una situació caòtica i de col·lapse a les forces armades americanes. De totes maneres, la situació dels marines era la menys caótica, ja que, a diferència del VIII exèrcit, durant la seva retirada cap a la costa aconseguia reduir el nombre d'efectius enemics i evitar un bany de sang a les seves files.
A la batalla coneguda com a Chosin Reservoir, els marines es farien forts al voltant del 38é paral·lel i defensarien aquesta posició fins a la firma del armistici de 1953. Al final de la guerra el Cos comptava amb 261.000 efectius, majoritàriament reservistes. A Corea moriren o foren ferits 30.544 soldats i 42 foren reconeguts amb la medalla d'honor.

#### Guerra de Vietnam

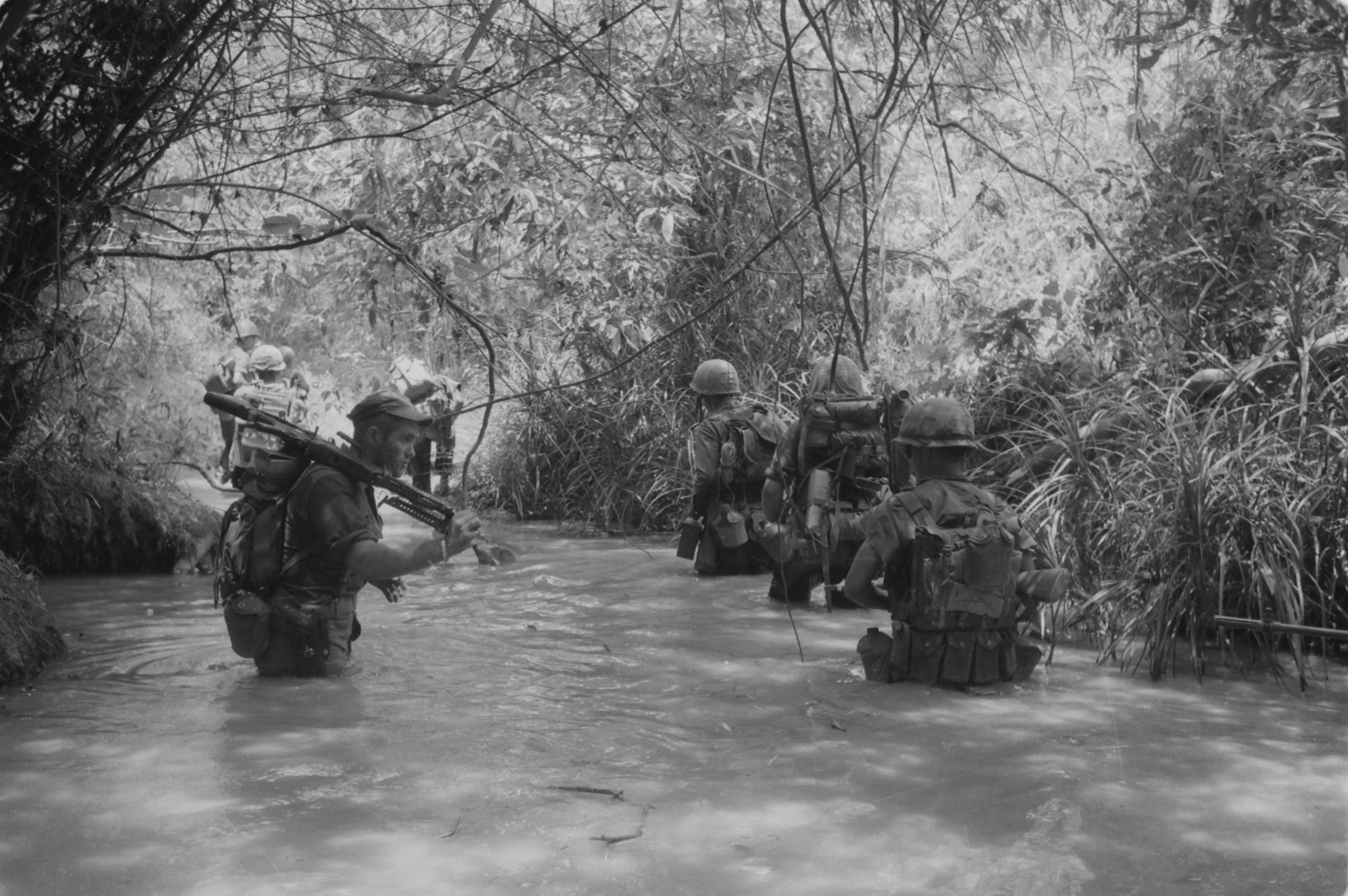
Operació Hastings: Patrulla de marines

El cos de marines va ser una de les principals forces armades que van prendre part en elconflicte de Vietnam (1959-1975). Les principals batalles en les que soldats del Cos es veieren involucrats foren a Da Nang, Hue City, i Khe Sanh. Molts marines foren enviats a lluitar en una guerra de guerrilles contra el Front Nacional d'Alliberament del Vietnam del Sud i contra l'exèrcit del Vietnam del Nord.
Vietnam fou la intervenció bèl·lica més llarga dels ml·larines, amb un cost d'entre 13.000 i 15.000 morts segons les fonts, mentre que 51.392 soldats foren ferits i 57 reberen la medalla d'honor.

#### Post-Vietnam i pre-11-S
Acabada la Guerra de Vietnam, la participació dels marines en operacions bèl·liques es pot resumir en la invasió de l'Illa de Grenada (Operació Urgent Fury) el 25 d'octubre de 1983 i la invasió de Panamà (Operació Just Cause) el 20 de desembre de 1989 en la que moriria un fotògraf espanyol que cobria les notícies.
Un altre fet important fou l'atac terrorista al quarter general dels marines a Beirut (Líban), que fou bombardejat el 23 d'octubre de 1983 causant el major nombre de baixes en el Cos en temps d'absència de guerra. 220 entre soldats i oficials i 21 persones de servei moririen.
L'any 1990 els marines participarien conjuntament amb les forces armades del Regne Unit i de França en la pacificació de Libèria, que estava immersa en una guerra civil.
L'agost de 1990 l'Iraq envaí Kuwait. El president dels EUA, George Herbert Walker Bush, i els seus aliats enviaren tropes per a alliberar el país sota resolució de les Nacions Unides. Els marines prengueren part en l'operació coneguda com a Tempesta del Desert, que començà el 15 de gener de 1991.
Entre 1992 i 1995, els marines, seguint ordres de Bill Clinton, participarien en les operacions United Shield, Restore Hope i Restore Hope II d'ajuda humanitària a Somàlia.

#### Guerra global contra el terrorisme

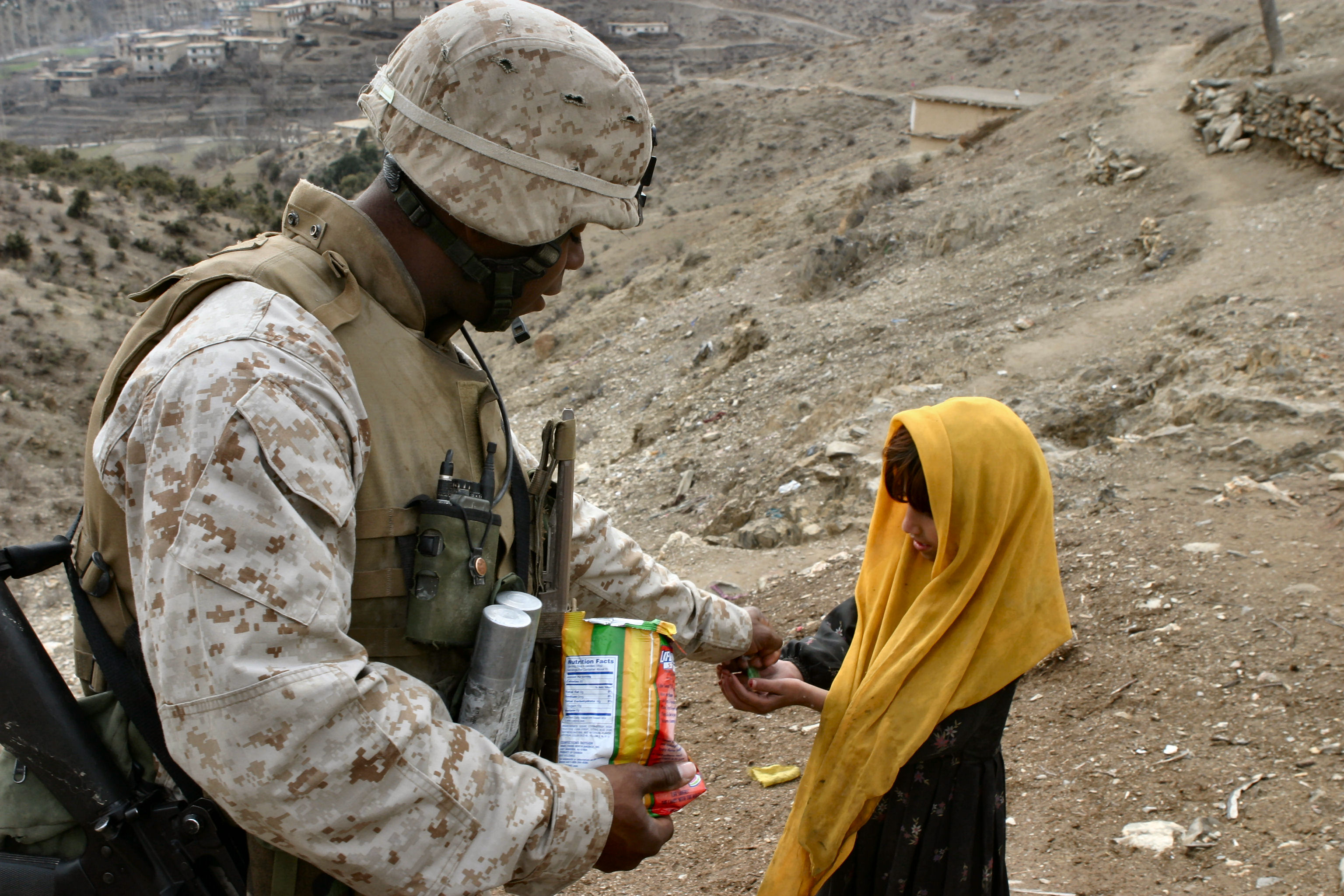
Marine a l'Afganistan e l març de 2005

Els atacs terroristes de l'11 de setembre de 2001 (11-S) provocaren que el president George W. Bush declarés una guerra global contra les organitzacions terroristes d'arreu del món. Sota aquesta guerra global s'han portat a terme diferents accions com ara l'operació Enduring Freedom a l'Afganistan i la Iraqi Freedom a l'Iraq.

##### Enduring Freedom
Una vegada la CIA va concloure que el responsable de l'11-S era Osama bin Laden i la seva organització terrorista de caràcter islàmic Al-Qaeda, i que aquesta es trobava operativa i amb camps d'entrenament a l'Afganistan sota l'empara dels talibans, les Forces Armades dels EUA es prepararen per a envair el país. Els marines arribaren primer a l'Uzbekistan a primers d'octubre de 2001. Les unitats expedicionàries 15 i 26 foren les primeres a entrar en combat a l'Afganistan, donant suport a les primeres accions sobre Kandanhar. Posteriorment, els marines actuarien contra les forces regulars dels talibans i contra membres d'Al-Qaeda, conjuntament amb els coneguts com Senyors de la Guerra. Acabada l'operació d'invasió, tropes del Cos romangueren a l'Afganistan en missió de pacificació i de seguretat regional.

##### Iraqi Freedom
La missió principalment dels marines a la Guerra d'Iraq de 2003, fou l'atac a la ciutat de Fallujah. Però també membres del Cos es veieren involucrats en la matança de Haditha i en la matança de Hamdania.

## Missió

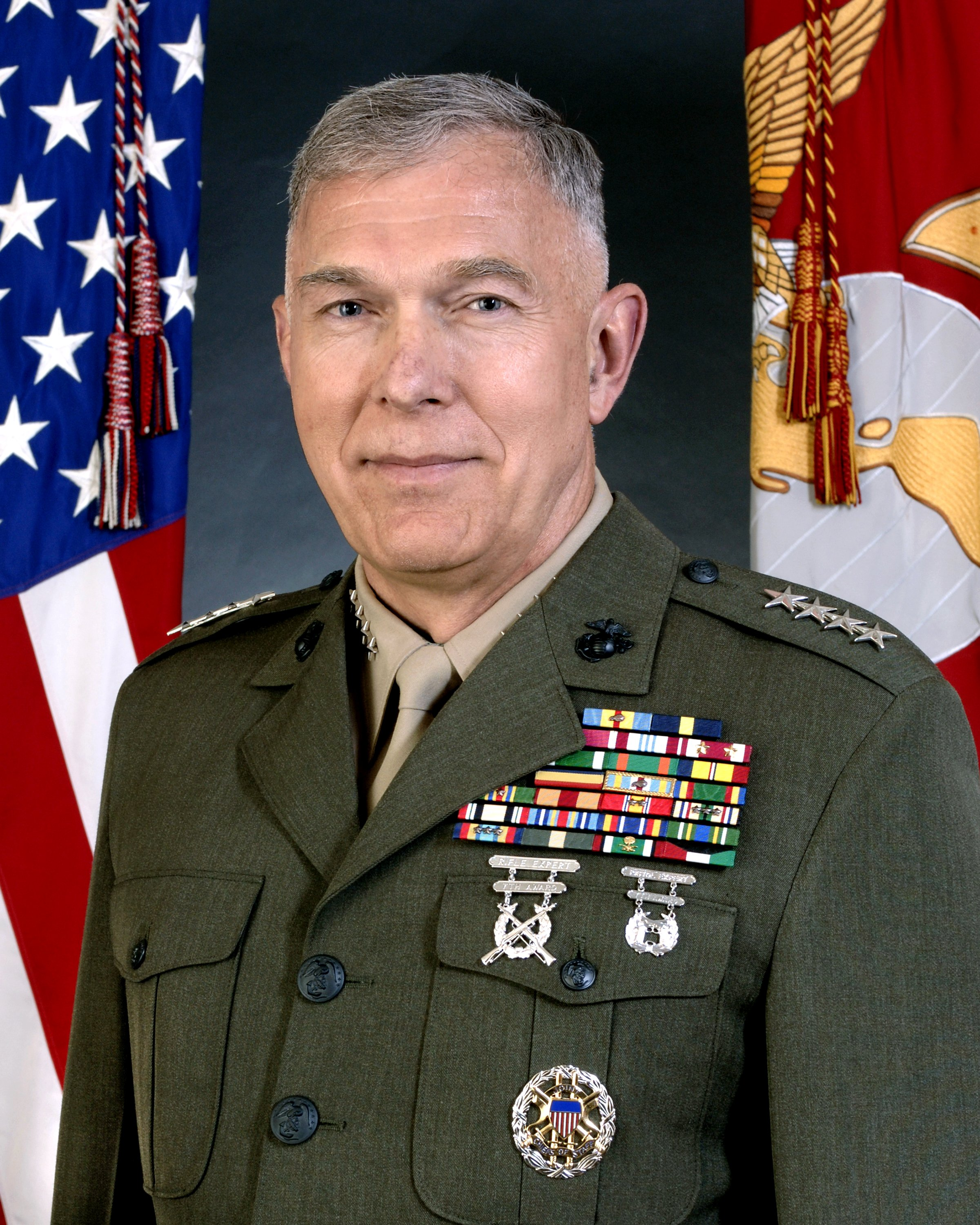
Gen. James T. Conway, 34è Comandant del Cos de Marines dels Estats Units d'Amèrica

El Cos de Marines dels Estats Units d'Amèrica és el principal cos amfibi de les Forces Armades estatunidenques. Entre elles destaquen tres missions principals:
- Suport i defensa de les diferents bases navals del Cos.
- Desenvolupament de tècniques, tàctiques i equipament amfibi.
- Altres tasques o missions encarregades directament pel Comandant en cap.

Aquesta última clàusula, inclosa quan s'equiparà el càrrec de president dels EUA amb el de comandant en cap, és considerada una de les obligacions més importants del Cos. A més a més, obliga al Cos a desenvolupar no només tasques amfíbies, ja que les ordres d'intervenció militar provinents de la Casa Blanca poden ser de qualsevol tipus. Concretament, això ha succeït durant la participació dels marines a la Guerra Anglo-Americana de 1812-1815, en diferents atacs a les insurgències d'Amèrica Llatina i a la I Guerra Mundial i la Guerra de Corea.
A més d'aquestes funcions, el Cos de marines també és l'encarregat dels trasllat del president dels EUA i del vicepresident quan viatgen en helicòpter. Concretament quan es rep l'ordre de Marine One significa que el president ha de ser transportat i quan es rep l'ordre de Marine Two és el vicepresident qui ha de viatjar. D'aquesta feina s'encarrega un batalló específic del Cos anomenat Marine Corps Security Guard. Una altra de les missions del Cos és vigilar les residències del president, incloent la residència d'estiu de Camp David i proporcionar la música en actes i benvingudes oficials.

## Jerarquia

### Comandants
El comandant del Cos, és la màxima autoritat militar i la persona que té més prestigi i estima dins del cos. La seva funció és vetllar pels soldats, pel seu entrenament i per la seva equipació. En cap cas és comandant en combat, sinó que forma part de l'staff tècnic del Cos i depèn administrativament del Secretari de Marina del govern. La ratificació del càrrec és política, i depèn del Senat dels Estats Units d'Amèrica.

### Oficials comissionaris
Els oficials comissionaris es distingeixen dels altres oficials, perquè tenen una tasca determinada relacionada amb la seva especialització i formació i que prové d'una ordre escrita de nomenament signada pel president dels EUA.
| four silver stars | three silver stars | two silver stars | single silver star |

| Oficials de camp                          | Oficials de camp       | Oficials de camp     |
| Coronel (Col)                             | Tinent Coronel (LtCol) | Major (Maj)          |
| O-6                                       | O-5                    | O-4                  |
| ----------------------------------------- | ---------------------- | -------------------- |
| silver eagle with shield clutching arrows | silver oak leaf        | gold oak leaf        |
| Oficials de grau de companyia             |                        |                      |
| Capità (Capt)                             | Primer Tienent (1stLt) | Segon Tinent (2ndLt) |
| O-3                                       | O-2                    | O-1                  |
| two silver vertical bars                  | silver vertical bar    | gold vertical bar    |

### Oficials de Categoria Warrant
Els oficials d'aquesta categoria són especialistes en determinats camps i en determinades habilitats. A diferència, però, d'altres cossos de les Forces Armades, els oficials Warrant dels Marines no tenen potestat ni capacitat de lideratge fora de les seves especialitats.
Un oficial Warrant de categoria 2 o superior que serveixi a la companyia MOS 0306 (Oficina d'Armament d'Infanteria) rep el nom de Marine Gunner encara que no suposa cap privilegi especial.
| W-5 | W-4 | W-3 | W-2 | W-1 |

### Oficials No-comissionaris i membres de l'staff
Aquests oficials es diferencien per la tasca que reben, de E-1 a E-3 són encarregats d'alguna tasca molt concreta i específica que se'ls hi ha assignat. E-4 i E-5 s'encarreguen de l'entrenament i supervisió dels Marines Junior i finalment de E-6 fins a E-9 són membres de l'staff tècnic del cos.
| E-9 | E-9 | E-9 | E-8 | E-8 | E-7 | E-6 |

| E-5 | E-4 |

| E-3 | E-2 | sense insígnia |

### Comunicació entre rangs
Els soldats que acaben d'entrar el cos i encara no tenen cap rol d'oficial són cridats, normalment, pel seu cognom. Els oficials no comissionaris ni warrant, són anomenats pel rang i el cognom. Els comissionats i els Warrant són anomenats sir o ma'am tot i que els warrant poden ser anomenats gunners.
De la mateixa manera, alguns càrrecs a vegades solen ser substituïts per malnoms que el cos considera apropiats.

## Equipament
- Baionetes
  - Baioneta M9
  - Baioneta OKC-3S

- Ganivets de Lluita
  - Ka-Bar
  - Strider SMF
  - Gerber Mark II

- Espases
  - Espasa dels oficials no comissionaris
  - Espasa Mameluke

- Armes petites
  - Pistoles
    - M1911A1 Calibre 45
    - M9 Beretta 9 mm
    - MEU(SOC)
    - S&W Model 10
    - S&W Model 66
    - Heckler & Koch MP5
    - Colt Model 733
    - Remington 870
    - Mossberg 590A1
    - Masterkey
    - M1014
    - M2 Calibre 50
    - M240G 7.62 mm
    - M249 5.56 mm
    - M60E3 7.62 mm

- Rifles
  - M16A2 & M16A4
  - Carabina M4A1
  - M4A1 Close Quarter Battle Weapon (CQBW)
  - Rifle USMC Squad Advanced Marksman (SAM-R)
  - Rifle USMC Designated Marksman (DMR)
  - Rifles M40A1 & M40A3 Sniper
  - Rifles M82A1A & M82A3 Sniper
  - Mk 11 Mod 0

- Llançador de Granades
  - M203 40 mm
  - MK19 40 mm
  - M79 40 mm
  - M32

- Morters
  - M224 60 mm
  - M252 81 mm

- Míssils
  - AGM-45 Shrike
  - AGM-65 Maverick
  - AGM-84 Harpoon
  - AGM-88 High-Speed Anti-radiation Missile (HARM)
  - AGM-114 Hellfire (Helicopter launched fire-and-forget)
  - AGM-122 Sidearm (anti-radar)
  - AIM-7 Sparrow
  - AIM-9 Sidewinder (anti-air)
  - AIM-120 AMRAAM

- Torpedes
  - Hydra 70
  - M260 70 mm Rocket Launcher

A més a més els marines compten amb un important suport terrestre i d'aviació que pertany al propi cos.

## Bases del Cos de Marines dels Estats Units d'Amèrica

### Estats Units
- Alabama
  - Redstone Arsenal Marine Corps Detachment

- Arizona
  - Marine Corps Air Station Yuma (Yuma)

- Califòrnia
  - Marine Corps Air Ground Combat Center Twentynine Palms (Twentynine Palms)
  - Marine Corps Air Station Miramar (Miramar)
  - Marine Corps Logistics Base Barstow (Barstow)
  - Marine Corps Recruit Depot San Diego (HQ Western Recruiting Region) (San Diego)
  - Marine Corps Base Camp Pendleton (Oceanside)
    - Marine Corps Air Station Camp Pendleton

  - Mountain Warfare Training Center (Bridgeport)

- Carolina del Nord
  - Marine Corps Air Station Cherry Point (Havelock)
  - Marine Corps Air Station New River (Jacksonville)
  - Marine Corps Base Camp Lejeune (Jacksonville)
    - Camp Geiger (Jacksonville)
    - Camp Johnson (Jacksonville)
    - Courthouse Bay (Jacksonville)
    - Stone Bay (Jacksonville)
    - Greater Sandy Run Training Area (Jacksonville)

  - Marine Corps Auxiliary Landing Field Bogue Field
  - Marine Corps Outlying Field Atlantic

- Carolina del Sud
  - Marine Corps Air Station, Beaufort (Beaufort)
  - Marine Corps Recruit Depot (Parris Island)

- Geòrgia
  - Marine Corps Logistics Base, Albany (Albany)
  - Marietta i Atlanta[22]

- Hawaii
  - Marine Corps Base Hawaii, Kāne'ohe Bay
  - Marine Corps Base Hawaii, Camp H. M. Smith

- Kentucky
  - Fort Knox Marine Corps Detachment

- Missouri
  - Fort Leonard Wood Marine Corps Detachment
  - Mobilization Command (Kansas City)

- Pennsilvània
  - Johnstown-Cambria County Airport
  - NASJRB Willow Grove (Willow Grove)

- Texas
  - Naval Air Station Joint Reserve Base Fort Worth, Texas (Fort Worth)

- Virgínia
  - Marine Corps Base Quantico (Quantico)
  - Headquarters Marine Corps (Arlington)
  - Inspector-Instructor Staff (Richmond)
  - Inspector-Instructor Staff (Newport News)
  - Inspector-Instructor Staff (Virginia Beach)

- Washington DC
  - Marine Barracks 8th & I
  - Henderson Hall

### Estranger
- Alemanya
  - Böblingen, Quarter General, United States Marine Corps Forces Europe
- Djibouti
  - Camp Lemonier
- Japó
  - Marine Corps Air Station, Iwakuni
  - Marine Corps Base Camp Smedley D. Butler, Okinawa (vàries localitzacions)
    - Camp Courtney
    - Camp Foster
    - Camp Gonsalves
    - Camp Hansen
    - Camp Kinser
    - Camp Lester
    - Camp McTureous
    - Camp Schwab
    - MCAS Futenma
    - Camp Fuji (terra ferma)
- Iraq
  - Al Asad
  - Al Taqaddum
  - Camp Baharia
  - Camp Fallujah
  - Camp Gannon

### Bases Tancades
- Marine Corps Auxiliary Airfield Congaree
- Marine Corps Auxiliary Airfield Gillespie
- Marine Corps Auxiliary Airfield Kinston
- Marine Corps Air Station Eagle Mountain Lake
- Marine Corps Air Station El Toro
- Marine Corps Air Station Ewa
- Marine Corps Air Station Mojave
- Marine Corps Air Station Tustin
- Marine Corps Outlying Field Greenville
- Marine Corps Outlying Field New Bern

## Marines famosos
- Don Adams (Actor, famós pel seu paper de Superagent 86)
- Paul Arizin (Jugador de l'NBA)
- James Baker (Ex-secretari d'Estat dels EUA)
- John Wayne Bobbitt (Marit de Lorena Bobbitt)
- Mike Farrell (Actor)
- Glenn Ford (Actor)
- Gene Hackman (Actor)
- Harvey Keitel (Actor)
- Lee Marvin (Actor)
- Lee Harvey Oswald (Assassí de JFK)
- Sam Peckinpah (Director de cinema)
- George Peppard (Actor)